# 小卫矛
小卫矛（学名：Euonymus nanoides）是卫矛科卫矛属的植物，是中国的特有植物。分布于中国大陆的河北、内蒙古、山西、甘肃、云南、四川等地，生长于海拔2,200米至3,700米的地区，多生长在山林及峭壁，目前尚未由人工引种栽培。

## 别名
山地卫矛（四川植物志）

## 异名
- Euonymus oresbius W. W. Smith